# Distrito de Al Murgub
El Distrito de Al Murgub (en árabe: المرقب‎ Al Murqub) es uno de los veintidós distritos en los que en la actualidad se divide políticamente Libia. 
Su ciudad capital es la ciudad de Al Khums (o Al Khoms). Un rasgo geográfico significativo es que este distrito posee costas sobre el mar Mediterráneo. Tiene una población de 432.202 habitantes.
Alberga el sitio arqueológico de Leptis Magna, un Patrimonio de la Humanidad de la UNESCO.

## Límites
Linda con los distritos de  Trípoli al oeste y Misurata al este.